# Wild Thing
"Wild Thing" é uma canção do cantor novaiorquino Chip Taylor. Gravada pelos The Wild Ones em 1965, foi gravada também pelos britânicos do The Troggs em 1966, atingindo posição #1 nos Estados Unidos e #2 no Reino Unido. O guitarrista Jimi Hendrix apresentou a música no Festival Pop de Monterey, em 1967. Uma longa lista de artistas gravou "Wild Thing", desde então.

## História

### 1965: Chip Taylor, The Wild Ones
Em 1965 (segundo Marc Shapiro, da página Classic Rock Magazine), Chip Taylor admitiu que estava escrevendo fatigantes "coisas estúpidas", de acordo com ele, porque não conhecia muitos acordes. Ele estava na April Blackwood Music, escrevendo músicas para os gostos country de Johnny Cash, Willie Nelson e Chet Atkins e começando a expandir para R&B e rock and roll. Gerry Granahan, da A&M Records, estava procurando uma canção para sua recente descoberta, a banda estadunidense Jordan Christopher e The Wild Ones (rebatizados apenas The Wild Ones depois). Taylor tinha algumas músicas, porém estava tão agradecido pelo fato de Granahan o ter procurado, que se ofereceu para escrever, rapidamente, uma canção original para a banda. Taylor pegou seu violão e começou a progressão de acordes simples e, antes que ele soubesse, os elementos instrumentais estavam completos. Em pouco tempo, ele havia reunido o primeiro verso. Taylor disse que "não sabia o que iria fazer no segundo verso. Meu cérebro tinha ficado muito envolvido com ela e eu não queria mais pensar nisso".
Em uma sessão, de tarde, no Dick Charles Recording Studio, ele telefonou para seu engenheiro, Ron Johnson, e lhe disse para ter seu microfone e tudo configurado e pronto para qualquer coisa. Taylor chegou na hora e sentou no banco, frente ao microfone, pedindo que Johnson desligasse todas as luzes. Cinco minutos depois, "Wild Thing" fora gravada. Lançada pelos The Wild Ones em versão cover, a música fracassou; e as demos de Taylor fizeram o seu caminho para a Inglaterra (contendo um assobio do engenheiro Ron Johnson como solo, a inspirar a próxima versão).

### 1966: The Troggs
"Wild Thing" atraiu, na Inglaterra, o produtor dos The Troggs, Larry Page. Ele queria que gravassem "Did You Ever Have To Make Up Your Mind?", do The Lovin' Spoonful (no lado B), e a banda forçou Larry a aceitar "Wild Thing" no lado A. Gravada em 10 minutos e lançada em abril de 1966, a música colocou os Troggs no primeiro lugar dos EUA e segundo lugar no Reino Unido.
O instrumento de sopro no solo da versão dos Troggs é uma ocarina. Isto deu à música um som característico. A próxima canção de sucesso a usar uma ocarina foi "R.O.C.K. in the U.S.A.", lançada por John Cougar Mellencamp em 1985, utilizando o instrumento como uma homenagem à versão dos Troggs.
O single foi lançado simultaneamente pela Atco e Fontana Records. The Troggs mandou seu gerente para os Estados Unidos, para fazer um acordo de distribuição com a Fontana, sua gravadora britânica, que ficou hesitante em liberá-lo na América. Fontana mudou de ideia e, logo depois, o gerente voltou com um contrato de distribuição firmado com a Atco. Porque ambos os singles utilizaram da mesma gravação master, os compiladores da Billboard Hot 100 decidiram combinar os dois singles (que tiveram diferentes lados B) em uma posição nas paradas. É o único single #1, na Billboard Hot 100, oferecido em dois selos diferentes, em simultâneo. A página da Billboard afirma que ela, cantada por Reg Presley, "continua a ser um clássico do rock de garagem, mais de 45 anos depois de seu lançamento". Chip Taylor crê que The Troggs capturaram a essência da música; com a banda lançando outra melodia dele - "Anyway That You Want Me" - entrando no Top 10 em janeiro de 1967.
No mesmo ano do lançamento dos Troggs, a gravadora RGE lança "Wild Thing" no Brasil (registrada 70227), em edição similar à da americana Atco.

### 1967: Jimi Hendrix
Hendrix tocou "Wild Thing" no Festival Pop de Monterey, em 18 de junho de 1967. Foi a última música dentre as nove que ele tocou. A pedido de Paul McCartney, Hendrix fora chamado. O guitarrista Pete Townshend, do The Who, havia abalado Hendrix sobre quem iria receber a manchete local, e nenhum dos dois queria ser o segundo na chamada, porque estavam prestes a ser descobertos pelo público norte-americano. O áudio, abaixo do padrão, impediu que o The Who mostrasse toda sua alta energia, mas a destruição dos instrumentos, que muitos nunca haviam visto, inspirou o ato de Jimi Hendrix.
O músico anunciou à multidão que ele estava indo para "sacrificar algo que eu amo" (neste caso, uma guitarra Fiesta Red 1965 Fender Stratocaster, pintada por ele). Ao final, Jimi despejou uma garrafa de fluido de isqueiro sobre ela, inclinando e beijando-a em seu "braço"; em seguida, atirando fogo à guitarra com um fósforo e incitando as chamas. Em seguida, pegou-a pelo "braço", girou-a sobre sua cabeça e esmagou-a contra o palco, quebrando o "corpo" dela. O solo inicial fora retirado de "Strangers in the Night", de Frank Sinatra, acrescido de muita distorção e feedback.
Depois de Jimi tê-la "sacrificado", ele jogou as peças para a multidão e deixou o palco. A ex guitarra ficou conhecida como "Monterey Strat", e uma peça está no Experience Music Project, em Seattle. O desempenho de Hendrix é citado como um dos mais explosivos e fascinantes de sua carreira; e ele jurou que iria "retirar todos os obstáculos" do The Who. Em 1970 esta performance entraria no álbum Jimi Plays Monterey, que atingiu #16 nos EUA.

## Outros artistas
Por sua facilidade protopunk, desde então "Wild Thing" se destaca com inúmeros covers: em 1966 com o 	Senator Bobby e, em 1973, com a banda Fancy (que atingiu #14 no The Hot 100 da Billboard); também incluindo The Runaways (no disco Live in Japan, de 1977), The Creatures (no disco Wild Things, de 1981; acrescentando o trecho: "Wild thing, I think I hate you / But I wanna know for sure / So come on, hit me hard / I hate you"), The Meteors (no disco Wreckin' Crew, de 1983), X (em single de 1984, e depois incluída no filme de beisebol Major League), Amanda Lear (no disco Secret Passion, de 1986) e, no mesmo ano, Jeff Beck, em single; além de ser, em 1993, apresentada pelos australianos dos Divinyls (em single) no mesmo ano em que os Troggs gravam uma nova versão dela. Também apresentada somente ao vivo por Westlife (2001) e Bruce Springsteen (2009), assim como o foi com Hendrix. Existem também versões menos sérias, como as da trupe cômica britânica The Goodies e os Muppets, dentre outros.